# Otra
Otra je největší řeka v oblasti Sørlandet v Norsku. Je 245 km dlouhá, což ji činí osmou nejdelší řekou Norska.

## Průběh toku
Teče z oblasti Setesdalsheiene v obci Bykle ve správní jednotce Agder ze severu směrem k jižně ležícímu městu Kristiansand, kde ústí do Skagerraku. Nacházejí se zde dvě velká jezera Åraksfjorden a Byglandsfjorden.

## Využití
Na toku se nachází několik vodních elektráren. Po celé délce toku (vyjma pramenné oblasti) se kolem řeky táhne silnice (vhodná pro cykloturistiku – vede tudy národní cyklostezka).

## Galerie

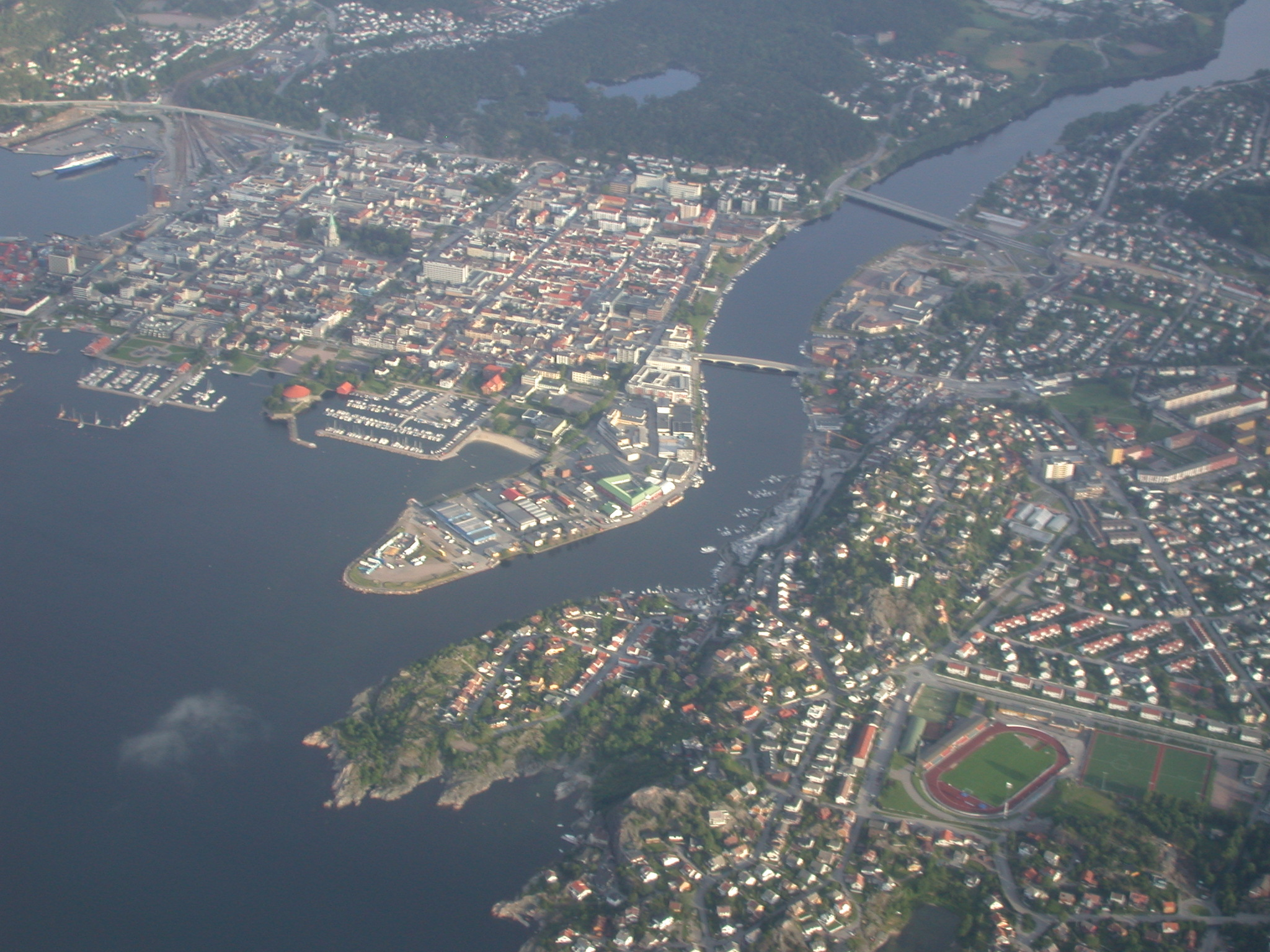
Řeka Otra v Kristiansandu